# Think About Us
«Think About Us» es el segundo sencillo del quinto álbum de estudio del grupo británico Little Mix, titulado LM5 (2018), en colaboración con el cantante estadounidense Ty Dolla Sign. Fue lanzada el 12 de octubre de 2018, bajo el sello discográfico Syco Music. La pista fue escrita por Kamille, Goldfingers, Frank Nobel, Ty Dolla Sign y Victor Bolander, mientras que la producción fue llevada a cabo por Kamille, Goldfingers y Louis Bell. Alcanzó la posición veintidós en la lista de sencillos del Reino Unido, además de obtener la certificación de plata en dicho país.

## Antecedentes y composición
La pista fue escrita por Kamille, Goldfingers, Frank Nobel, Ty Dolla Sign y Victor Bolander, mientras que la producción fue llevada a cabo por Kamille, Goldfingers y Louis Bell. Se estrenó el 12 de octubre de 2018, bajo el sello discográfico Syco Music. La pista es una balada en auge, dancehall y pop power, con elementos de house tropical y el pop latino. El tema se centra en el cuestionamiento de la banda sobre la seriedad de una relación y si su pareja quiere estar realmente con ellas. El rapero estadounidense Ty Dolla Sign describió su parte de la canción sobre cómo se ve afectado por la inseguridad en relación.

## Video musical
El vídeo musical de «Think About Us» fue llevado a cabo bajo la dirección de Bradley y Pablo, siendo filmado en Londres el día 12 de diciembre de 2018. Diseñado como una representación más honesta y auténtica de Little Mix, Bradley y Pablo utilizaron una versión madura y optaron por que el grupo no realizara coreografías, con el fin de mostrar un lado más real y menos parecido a una actuación. Tiene un temática de paranoia, control y vigilancia, basado en emociones y sensaciones que experimentas en una relación que puede perderse en un futuro donde ciertos tipos de intimidad ya no son posibles.

## Presentaciones en vivo
Little Mix interpretó por primera vez el tema «Think About Us» en el programa The Graham Norton Show el 14 de diciembre de 2018. El 12 de enero de 2019, el grupo cantó la canción en The Brits Are Coming. También realizaron la canción junto con "Woman Like Me" en el show de talentos The Voice of Holland el 1 de febrero de 2019, y presentaron el tema en los Global Awards el 7 de marzo de 2019.

## Lista de ediciones
Descarga digital
| N.º | Título                                         | Duración |  |
| 1.  | «Think About Us» (feat. Ty Dolla $ign, single) | 3:54     |  |

## Créditos y personal
Créditos adaptados de Genius y Qobuz.
- Will Quinnell - Maestro de ingeniería

- Kamille  - producción, grabación vocal, piano, teclados, programación de batería, coros
- Goldfingers - producción vocal, piano, teclados, programación de batería
- Louis Bell  - producción
- Frank Nobel - piano, teclas, programación de batería, coros
- Liam Nolan - ingeniería vocal
- Jason Elliot - ingeniería vocal
- Joe Kearns  - producción vocal adicional y grabación
- Phil Tan  - mezcla
- Bill Zimmerman - asistencia de ingeniería
- Randy Merrill - masterizació

## Posicionamiento en las listas y certificaciones
| Listas (2019)                             | Mejor posición |
| ----------------------------------------- | -------------- |
| Bélgica (Ultratop) Flandersref            | 14             |
| Bélgica (Ultratop) Wallonia               | 32             |
| Croacia (HRT)                             | 81             |
| Escocia (Official Charts Company)         | 9              |
| Irlanda (IRMA)                            | 36             |
| Israel (Media Forest)                     | 10             |
| Nueva Zelanda Hot Singles (RMNZ)          | 26             |
| Países Bajos (Single Top 100)             | 14             |
| Reino Unido (UK Singles Chart)            | 22             |
| República Checa (Singles Digitál Top 100) | 61             |
| Rumania (Airplay 100)                     | 58             |

## Certificaciones
| País (organismo certificador) | Certificación | Unidades certificadas |
| ----------------------------- | ------------- | --------------------- |
| Brasil (PMB)                  | Platino       | 40 000                |
| Reino Unido (BPI)             | Plata         | 200 000               |

## Historial de lanzamiento
| País   | Fecha                 | Formato                      | Discográfica | Ref    |
| ------ | --------------------- | ---------------------------- | ------------ | ------ |
| Varios | 25 de enero de 2019   | Descarga digital y Streaming | Syco Music   | [ 24 ] |
| Italia | 22 de febrero de 2019 | Contemporary hit radio       | Syco Music   | [ 36 ] |